# Robert Ingpen
Pour les articles homonymes, voir Ingpen.
Robert Ingpen (né le 1936 à Geelong) est un peintre, auteur et illustrateur australien de littérature d'enfance et de jeunesse. Il est lauréat du prestigieux prix international, le Prix Hans Christian Andersen, catégorie Illustration, en 1986. 

## Biographie
Né à Geelong en Australie, il obtient un diplôme d'art graphique en 1958 à l'Institut royal de technologie de Melbourne. 
Il a publié de nombreux essais sur l'histoire de l'Australie.
Il commence à illustrer des livres pour la jeunesse dans les années 1970. Il écrit ses propres livres pour enfants. 
Il reçoit le Prix Hans Christian Andersen en 1986. 
Dans les années 2000, il se met à illustrer plusieurs classiques de la littérature d'enfance et de jeunesse. 
Il est sélectionné pour le Prix commémoratif Astrid-Lindgren en 2019, 2020 et 2022.

## Livres traduits en français
- Un monde à préserver (Conservation), Milan, 1989.
- Dialogue d'ours (The Idle Bear), L'École des loisirs, 1989.
- La Nuit de la grande peur (The Age of Acorns), L'École des loisirs, 1990.
- Le Berger des rêves (Dreamkeeper), Nord-Sud, 2006.

### Illustrations seules
- Colin Thiele, On l'appelait Tempête, Flammarion, 1979.
- Bryan Mellonie, Le Temps de la vie, la naissance, Milan, 1989.
- Tom Pow, Regarde autour de toi, Mijade, 2003.
- Beatrice Phillpotts, Grimoire des sortilèges à l'usage des jeunes sorciers, Glénat, 2003.
- Brigitte Weninger, Le Cristal magique, Nord-Sud, 2003.
- Hans Christian Andersen, Le Vilain Petit Canard, Nord-Sud, 2005.
- Werner Thuswaldner, Douce nuit, sainte nuit : un cantique pour le monde, Nord-Sud, 2005.

## Prix et distinctions
- 1978 : (international) « Honor List »[4], de l' IBBY, catégorie Illustration, pour The Runaway Punt
- 1986 : Prix Hans Christian Andersen, catégorie Illustration
- 2019, 2020, 2022 : Sélections pour le Prix commémoratif Astrid-Lindgren[1],[2],[3]